# Vincenzino Culicchia
Vincenzino Culicchia, detto Enzo (Partanna, 9 ottobre 1932 – Partanna, 17 ottobre 2016), è stato un politico italiano.

## Biografia
Laureato in pedagogia, è stato sindaco di Partanna per 30 anni ininterrottamente dal 1962 al 1992 con la Democrazia Cristiana. Inoltre, ha ricoperto la carica di Segretario provinciale della DC di Trapani dal 1965 al 1973.
Nel 1976 è eletto per la prima volta deputato all'Assemblea regionale siciliana nelle file della Democrazia Cristiana riportando circa 27.000 voti. Nel maggio 1980 è nominato assessore regionale con delega alla presidenza. Rieletto all'Ars nel 1981. Tra il 1982 e il 1985 ha la delega di assessore regionale al lavoro, previdenza sociale, formazione professionale ed emigrazione. Confermato per la terza volta all'Ars nel 1986 restando deputato regionale fino al 1991.
Nel 1992 si candida alla Camera dei deputati con la Democrazia Cristiana nella Circoscrizione Sicilia 1 (Palermo - Trapani - Agrigento - Caltanissetta), risultando eletto. Resta deputato alla Camera fino al 1994, aderendo al Partito Popolare Italiano.
Accusato da alcuni pentiti e dalla testimone di giustizia Rita Atria (morta suicida nel luglio 1992) di essere vicino alla mafia, nel 2000 è assolto dall'accusa.
Nel 2001 si candida ancora all'Ars nella lista della Margherita, ottenendo 6.279 voti, e subentra nel 2005 in seguito alle dimissioni di Antonino Papania.
Dal 2003 al 2008 è stato di nuovo sindaco del comune di Partanna, a capo di una coalizione di centrosinistra. Riconfermato all'Ars nel 2006, aderisce al gruppo parlamentare MPA.
Dal giugno 2008 all'agosto 2012 Culicchia è stato Vicepresidente della Provincia di Trapani, per l'MPA in una coalizione di centrodestra.
Nel 2013 aderisce al DRS, un movimento regionale fondato dall'ex ministro Salvatore Cardinale, che sostiene il PD e la giunta Crocetta .